# Programa Mundial de Alimentos
El Programa Mundial de Alimentos (PMA) es un programa de la Organización de las Naciones Unidas (ONU) que distribuye alimentos para apoyar proyectos de desarrollo, refugiados de larga duración y personas desplazadas. También proporciona comida de emergencia en caso de desastres naturales o provocados por el hombre. Su sede está en la ciudad de Roma, Italia. El 9 de octubre de 2020 fue galardonado con el Premio Nobel de la Paz.
El Programa también proporciona el apoyo logístico necesario para llevar alimentos a las personas que más lo necesitan, en el momento preciso y en el lugar adecuado. El PMA aboga para que el tema del hambre sea una prioridad en la agenda internacional, y promueve además políticas, estrategias y operaciones que benefician directamente a los pobres y a los que pasan hambre.

## Historia

### Origen
El PMA fue concebido como un programa experimental de tres años. Se planeaba que comenzara sus operaciones en 1963 pero una serie de acontecimientos precipitaron el inicio de las mismas: un terremoto sacudió Irán en septiembre de 1962, un tifón arrasó Tailandia en octubre de ese año y 5 millones de refugiados abrumaron a la recién independizada Argelia durante el proceso de repatriación. Se necesitaba con urgencia asistencia alimentaria y el PMA la suministró. Desde entonces nunca ha dejado de hacerlo.

### Realidad actual
El 16 de septiembre de 2009 el PMA anuncia que «la ayuda alimentaria mundial está en su nivel más bajo en los últimos veinte años, a pesar de que el número de personas en estado crítico de hambruna se está disparando en 2009 a su punto más alto de la historia». Informa igualmente la agencia de que se producen suficientes alimentos en el mundo para alimentar a todos sus habitantes pero que el problema radica en la baja eficiencia para llevarlos a quienes los necesitan.

## Críticas
En 2003, el PMA y en particular la Agencia de los Estados Unidos para el Desarrollo Internacional (USAID), fueron muy criticados por el gobierno de Zambia que alegaba que los Estados Unidos (EE. UU) estaban usando la ayuda alimentaria para introducir organismos genéticamente modificados por todo el mundo de forma que la Unión Europea (UE), donde en la actualidad hay poco mercado para estos productos, se persuadiera de adoptarlos.

## Gobernanza
Desde 1996 el PMA está dirigido por una Junta Ejecutiva integrada por 36 Estados miembros. El director ejecutivo es nombrado conjuntamente por el secretario general de la ONU y el director general de la FAO por un período de cinco años, y está al frente de la Secretaría del PMA. Desde el 5 de abril de 2023 la estadounidense Cindy McCain es la actual directora ejecutiva.
Los proyectos de desarrollo constituyen en la actualidad menos del 20% de los programas del PMA debido a la demanda de ayudas de emergencia y de ayuda a refugiados. El PMA trabaja exclusivamente con donaciones de alimentos y dinero.

## Oficina Regional de América Latina y el Caribe
Desde la Oficina Regional del PMA para América Latina y el Caribe en la República de Panamá se dirigen las operaciones y programas en esta región. El director Regional es Miguel Barreto. La Directora Regional Adjunta es Alzira Ferreira.

## Logísticas
El PMA tiene mayor poder logístico, y opera una red de transporte más grande que cualquier otra organización humanitaria. En un día cualquiera, el PMA tiene un promedio de 30 buques, 5000 camiones y 70 aviones transportando comida alrededor del mundo. El PMA cuenta con dos plataformas logísticas, ubicadas en Las Palmas de Gran Canaria (España) y Dubái (Emiratos Árabes Unidos).

## Beneficiarios

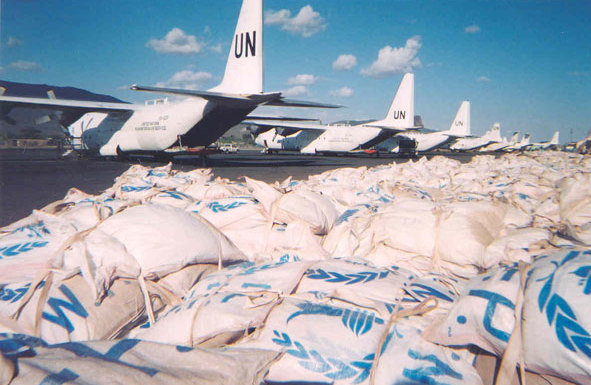
Aviones de las Naciones Unidas durante la distribución de alimentos en Sudán.

En el año 2000, el PMA distribuyó 3.5 millones de toneladas de ayuda alimentaria a 80 países con un coste de 1.7 miles de millones de dólares estadounidenses. De estos, el 93% de la ayuda fue donada por:
1. Estados Unidos - $796 millones
2. Japón - $260m
3. Unión Europea - $118m
4. Holanda - $63m
5. Reino Unido - $60m
6. Australia - $54m
7. Canadá - $52m
8. Alemania - $47m
9. Dinamarca - $42m
10. Noruega - $33m
11. Suecia - $31m
12. Francia - $26m
13. Otros - $125m

El PMA ayuda a las siguientes personas:
1. A las víctimas de desastres naturales como el ciclón Sidr en Bangladés, de las inundaciones en Uganda y a los damnificados por el terremoto en Perú y el huracán Félix en Nicaragua. en 2007.
2. A los desplazados –tanto refugiados como a personas desplazadas en el interior del país (PDI)—, que se ven forzados a huir de sus pueblos y villas en Haití, Colombia, Sudán y Sierra Leona, por causa de desastres naturales, sequías, inundaciones o conflictos armados.
3. A los desposeídos del mundo, que están atrapados en el círculo vicioso del hambre y la pobreza.
4. A las mujeres, que son una prioridad del PMA. Nuestra organización cree que la solución para acabar con el hambre y la pobreza comienza por ayudar a las mujeres. Las mujeres no solo cocinan alimentos sino que también los cultivan y los cosechan. No obstante, en muchos países en vías de desarrollo, las mujeres son las últimas en comer y frecuentemente reciben menos alimentos que los demás.

## El problema en América Latina y el Caribe
En América Latina y el Caribe, el hambre todavía afecta a cerca de 53 millones de personas, de las cuales alrededor de nueve millones (el 16 %) son niños menores de cinco años marginados por la desnutrición crónica. La situación se agrava entre grandes sectores de la población, como los grupos indígenas y afrodescendientes, y constituye una de las mayores amenazas para el desarrollo de la región al impedir que estos niños y niñas desarrollen todo su potencial. El Programa Mundial de Alimentos de las Naciones Unidas (PMA) ofrece a estas personas afectadas por el hambre y la pobreza una esperanza de vida y soluciones.